# Brooke Banner
Brooke Banner (Gainesville, Florida; 28 de septiembre de 1983) es una actriz pornográfica estadounidense.

## Historia
Según el portal Internet Adult Film Database Brooke ha aparecido en más de 700 películas y escenas.
Brooke también ha aparecido en la primera temporada de la exitosa serie de televisión Californication interpretándose a ella misma en el segundo episodio titulado "Hell-A Woman".

## Premios
- Premios AVN 2005 nominada a la Mejors Escena de Sexo Lésbico, Bitch[3]
- Premios AVN 2010 nominada a la Mejor Escena de Sexo Oral, 70's Show: A XXX Parody[4]